# N.Y., N.Y.
Pour plus de détails, voir Fiche technique et Distribution.
N.Y., N.Y. est un film américain réalisé par Francis Thompson, sorti en 1957.

## Synopsis
Des scènes de vie à New York filmées pendant huit ans et montées dans un style cubiste et dada.

## Fiche technique
- Titre : N.Y., N.Y.
- Réalisation : Francis Thompson
- Scénario :
- Musique : Gene Forrell
- Photographie : Francis Thompson
- Montage :
- Société de production : Les Productions Artistes Associés
- Pays :  États-Unis
- Genre : Documentaire et expérimental
- Durée : 15 minutes
- Dates de sortie : 
  -  États-Unis : 31 décembre 1957

## Distinctions
Le film a reçu le Prix du court métrage lors du Festival de Cannes 1959 ex aequo avec La Relève de la garde.